# Eidos Interactive
Eidos Interactive Limited (dříve Domark Limited) byla britská společnost vydávající videohry se sídlem ve Wimbledonu v Londýně. Proslavila se především sériemi Championship Manager (1992), Tomb Raider (1996) a Hitman (2000). Společnost Domark založili Mark Strachan a Dominic Wheatley v roce 1984. Roku 1995 ji koupila softwarová firma Eidos. Ian Livingstone, jenž držel podíl v Domarku, se stal výkonným předsedou Eidosu a zastával řadu různých funkcí včetně kreativního ředitele. V roce 1996 převzal Eidos firmu U.S. Gold, jejíž součástí bylo i vývojářské studio Core Design, a společně s Domarkem ji sloučil do vydavatelské dceřiné společnosti Eidos Interactive. V roce 1998 získal Eidos Interactive studio Crystal Dynamics a vlastnil řadu dalších aktiv. Roku 2005 pak mateřskou společnost Eidos převzal vydavatel SCi. Nově vzniklá společnost SCi Entertainment Group, jež se krátce nato přejmenovala na Eidos, byla roku 2009 převzata firmou Square Enix.
V listopadu 2009 Square Enix dokončil fúzi se společností Eidos Interactive a začlenil ji do skupiny Square Enix Limited (známé také jako Square Enix Europe). Výkonný ředitel Eidosu Phil Rogers zůstal ve společnosti jako generální ředitel Square Enix Europe a roku 2013 se stal spolu s dalšími vedoucími pracovníky generálním ředitelem pro Ameriku a Evropu. V srpnu 2022 herní holdingová společnost Embracer Group dokončila akvizici studií Crystal Dynamics, Eidos Montréal a Square Enix Montreal a značek Tomb Raider, Deus Ex a Thief. Rogers se připojil k Embraceru a vytvořil operativní skupinu s názvem CDE Entertainment.

## Historie

### Založení vydavatelství Domark (1984–1993)
Společnost Domark založili Mark Strachan a Dominic Wheatley v roce 1984. O Vánocích roku 1983 navštívil Wheatley (vnuk spisovatele Dennise Wheatleyho) svou rodinu, kde viděl svého bratra hrát hru The Heroes of Karn na nově zakoupeném počítači Commodore 64. Hra na něj udělala dojem a měl pocit, že si počítače a hry pro ně začnou pořizovat i obyčejní lidé, nejen ti, kteří s počítači pracují profesionálně. Když se vrátil do Londýna, kde byl zaměstnán v malé reklamní agentuře, promluvil se svým kolegou Strachanem a nadhodil myšlenku založit společnost, jež by vydávala hry od nezávislých vývojářů. Strachan ji zpočátku odmítl, později však viděl, že mnoho prodejců ve městě vyprodalo modely počítače ZX Spectrum, což podle něj signalizovalo velký zájem o videohry. Strachan a Wheatley, jimž tehdy bylo 24 let, následně opustili svá zaměstnání a založili společnost Domark, v jejímž názvu použili první písmena svých křestních jmen. K vytvoření adventury Eureka! si najali maďarskou vývojářskou firmu Andromedia a na pozici scenáristy obsadili Iana Livingstona. Strachan a Wheatley dále vymysleli soutěž, v níž se po dohrání hry zobrazilo telefonní číslo a ten, kdo na něj zavolal jako první, vyhrál 25 000 liber. Prostřednictvím přátel, rodiny a dalších známých se jim podařilo vybrat 160 000 liber, což bylo více než dost na financování projektu. Domark vydal titul později v roce 1984 a uvedl jej na trh prostřednictvím firmy Concept Marketing, kterou Strachan a Wheatley spoluzaložili. Livingstone byl ohromen činností společnosti a rozhodl se do ní investovat 10 000 liber. Hry Eureka! se prodalo 15 000 kopií. Domark si nebyl jistý, jaký další projekt vytvořit. Strachan a Wheatley měli kontakt na pozůstalost spisovatele Iana Fleminga a oslovili je s nápadem vytvořit videohru na motivy Jamese Bonda. V roce 1985 získala společnost licenci na film Vyhlídka na vraždu. Stejnojmenná hra byla navzdory zpoždění způsobenému jejím rozsahem vydána později v roce 1985. Dle Wheatleyho byl titul „vlastně docela úspěšný“.
Společnost Domark zaznamenala další úspěch s počítačovými konverzemi deskových her. V době, kdy se desková hra Trivial Pursuit stávala stále populárnější, oslovil Domark firmu Leisure Genius, jež měla s vývojem takovýchto konverzí zkušenosti. Leisure Genius se však ke konverzi hry stavělo skepticky, a tak si Domark místo toho najal studio Oxford Digital Enterprises. Videohra Trivial Pursuit vyšla v roce 1986 a prodaly se jí zhruba 2 miliony kopií. Její úspěch umožnil Domarku přestěhovat se do lepších kanceláří a najmout další zaměstnance. V následujících letech vydala společnost další hry ze sérií Trivial Pursuit a James Bond. V roce 1987 se též pustila do konverzí arkádových her, když se Wheatley setkal na veletrhu Consumer Electronics Show v Las Vegas s Manliem Allegrem, agentem společností jako je Atari Games. Allegra chtěl, aby Domark vytvářel konverze pro co nejvíce her, což dle Wheatleyho nebylo možné, protože společnost měla k dispozici pouze 25 000 liber. Allegra tedy prošel seznam her, jež by bylo možné licencovat za nízké ceny, a Wheatley ho zastavil, když zmínil trilogii her ze světa Star Wars. Dohodli se na licenci v požadovaném rozpočtu. K vývoji přizval Domark německého programátora, jenž předtím pracoval na titulech ze Star Wars pro Amigu. Domark vydal své verze později v roce 1987 a ty se staly tak úspěšnými, že první šek na licenční poplatky vyplacený Atari Games o dva měsíce později činil 280 000 liber. Pod dojmem tohoto výnosu si společnost Atari Games najala Domark jako exkluzivního partnera pro počítačové konverze arkádových her. Ten díky dostatečným finančním prostředkům vydával různé hry po zbytek 80. let. V roce 1990 dal ve svém sídle v londýnské čtvrti Putney vzniku internímu vývojářskému týmu The Kremlin, který se do roku 1992 rozrostl na 20 zaměstnanců. Ve stejném roce se Livingstone stal investorem a členem představenstva Domarku, zatímco Wheatley se s rodinou přestěhoval do USA, aby se mohl lépe starat o americké kontakty společnosti. V roce 1993 byla v Silicon Valley oficiálně založena americká pobočka Domarku.

### Vznik Eidos Interactive (1995–2005)
V roce 1994 se Strachan a Wheatley setkali s Charlesem Cornwallem, předsedou společnosti Eidos, jež vyvíjela software pro kompresi videa pro zařízení jako Acorn Archimedes. Domark se potýkal s obchodními problémy a Eidos v té době neměl žádné tržby, obě firmy se tak dohodly na zpětném převzetí; Domark se po sloučení s Eidosem stal jeho dceřinou společností. Dohoda o převzetí byla oznámena v září 1995 a týkala se též vývojářských studií Simis a Big Red Software. Celková hodnota akvizice činila 12,9 milionu liber. Nová společnost byla v témže roce uvedena na London Stock Exchange pod názvem Eidos. Livingstone se stal výkonným předsedou představenstva a Strachan opustil Domark.
Dne 31. května 1996 došlo ke sloučení studií Simis a Big Red Software s Domarkem. Eidos převzal firmu CentreGold v dubnu 1996 za 17,6 milionu liber. CentreGold se skládal z vydavatelských společností CentreSoft a U.S. Gold, jehož součástí byly vývojářská studia Core Design a Silicon Dreams Studio. Prvním velkým titulem Eidos Interactive se stal Tomb Raider studia Core Design, jež CentreGold převzal před dvěma roky. Silicon Dreams Studio bylo 16. prosince téhož roku odkoupeno jeho zakladatelem Geoffem Brownem, a to prostřednictvím nově založené společnosti Geoff Brown Holdings (později Kaboom Studios). V roce 1997 Wheatley firmu opustil, aby se vrátil do Británie a věnoval se jiným projektům. Společnost Opticom uzavřela dohodu s Eidosem o vývoji paměťových zařízení; obě firmy přitom v sobě navzájem držely podíly. V září 1998 Eidos koupil vývojářské studio Crystal Dynamics. Roku 1999 pak získal 51% podíl ve studiu Ion Storm výměnou za zálohy vývojářům a podíl ve výši 55 milionů dolarů ve společnosti Maximum Holdings spravující webového portály. Zakladatel Eidosu Stephen B. Streater v červnu odstoupil z funkce ředitele a založil společnost Forbidden Technologies. Následující rok opustil Eidos generální ředitel Cornwall, aby se věnoval technologiím a těžebnímu průmyslu. Jeho nástupcem se stal bývalý provozní ředitel Michael McGarvey. Zveřejněná nabídka na převzetí ze strany Infogrames Entertainment se v říjnu 2000 neuskutečnila. V lednu 2002 založil Eidos značku Fresh Games pro hry lokalizované z Japonska; pod značkou byly vydána například tituly Mister Mosquito, Mad Maestro! a Legaia 2: Duel Saga. V září 2002 Livingstone odstoupil z funkce předsedy představenstva a stal se kreativním ředitelem společnosti. V roce 2003 založil Eidos uvnitř svého sídla firmu Beautiful Game Studios, jež převzala po studiu Sports Interactive vývoj série her Championship Manager. V březnu 2004 firma Eidos koupila dánského vývojáře IO Interactive, který vyvíjel hru Hitman: Contracts. Studio Ion Storm bylo uzavřeno v únoru 2005.
Dne 21. března 2005 obdržel Eidos nabídku na převzetí od investiční společnosti soukromého kapitálu Elevation Partners; vlastnil ji bývalý prezident Electronic Arts John Riccitiello. Eidos byl oceněn na 71 milionů liber a dalších 23 milionů do něj mělo být vloženo, aby se uchránil před úpadkem. Firma Elevation uvedla, že plánuje na několik let převzít Eidos do soukromého vlastnictví, aby se mohl soustředit na tvorbu her a jejich vydávání. Její nabídku původně doporučilo samotné představenstvo Eidosu.

### Převzetí Eidos plc společností SCi (2005–2009)
Dne 22. března 2005 obdržela společnost Eidos plc druhou nabídku na převzetí, tentokrát od herního vydavatele SCi. Její hodnota činila 74 milionů liber a obsahovala též plán restrukturalizace, který měl snížit roční náklady o 14 milionů. K financování tohoto převzetí navrhlo SCi prodat akcie v hodnotě 60 milionů liber. Koncem dubna firma Elevation Partners svou nabídku formálně stáhla a uvolnila tak cestu SCi. Převzetí bylo dokončeno 16. května 2005; SCi se začlenilo do SCi Entertainment Group, mateřské společnosti Eidos Interactive. Livingstone byl jediným členem představenstva, jenž ve firmě zůstal, a stal se ředitelem pro akvizici produktů.
V roce 2005 studio Core Design nabídlo firmě SCi/Eidos remake hry Tomb Raider k 10. výročí jejího vydání. Bývalý manažer studia Gavin Rummery roku 2015 prohlásil, že se SCi projekt líbil, Crystal Dynamics však vytvořilo vlastní demo a to SCi přesvědčilo, aby projekt od Coru zrušilo (Tomb Raider: Anniversary). V květnu 2006 získala společnost Rebellion Developments aktiva a zaměstnance Core Designu, zatímco značky a duševní vlastnictví studia, včetně Tomb Raideru, zůstaly SCi. V prosinci 2006 společnost Warner Bros. poskytla firmě SCi licenci na zaběhnuté značky a zároveň investovala do 10,3 % akcií. Roku 2007 získalo SCi pro svou divizi nových médií řadu studií: Rockpool Games, vývojáře mobilních her, a jeho sesterská studia Ironstone Partners a SoGoPlay, dále společnost Morpheme a herní portál Bluefish Media. V dubnu 2007 podepsal vydavatel Majesco Entertainment s SCi distribuční smlouvu na osm her. V listopadu 2007 SCi otevřelo nové studio v Montréalu v Québecu pojmenované Eidos Montréal, jež dostalo na starosti vývoj nového titulu ze série Deus Ex.
Dne 4. září 2007 společnost SCi uvedla, že byla oslovena s nabídkami na její koupi. V lednu 2008 byla jednání o nich zastavena. Cena akcií klesla o více než 50 % a akcionáři kvůli tomu a kvůli zpoždění klíčových titulů požadovali odstoupení klíčových zaměstnanců, včetně generální ředitelky Jane Cavanaghové. Dne 18. ledna 2008 Cavanaghová a vedení společnosti rezignovaly. V dubnu 2008 nově jmenovaný generální ředitel Phil Rogers, bývalý manažer ze společnosti Electronic Arts, prohlásil, že chtějí být „štíhlejší a zdatnější společností“ a stát se „vedoucím studiem“. Přesunuli „určité funkce“ ze Spojeného království do Quebecu, částečně kvůli ekonomickým výhodám, které nabízela montrealská vláda. Pivotal Games, dceřiná společnost SCi, byla uzavřena v červenci. Společnost Koch Media koupila v červenci 2008 Proein, španělskou distribuční divizi SCi. Ve finanční zprávě společnosti SCi za rok 2008 byly vykázány ztráty ve výši 100 milionů liber, jež byly podle Rogerse způsobeny plány na restrukturalizaci. Dne 19. září 2008 otevřelo SCi studio Eidos Shanghai se sídlem v Šanghaji, které se skládalo z malého týmu, jenž měl budovat vztahy v Asii. V roce 2008 SCi založilo ve svém sídle ve Wimbledonu subjekt, z něhož se později stala společnost Square Enix London Studios, do jejíhož čela se postavil Lee Singleton. V prosinci téhož roku se SCi přejmenovalo na Eidos. Roku 2009 byla v rámci škrtů uzavřena studia Rockpool Games a Eidos Hungary (dříve Mithis Entertainment).

### SCi/Eidos převzato a začleněno do Square Enixu (2009)
V únoru 2009 se společnost Square Enix dohodla na koupi firmy Eidos plc za 84,3 milionu liber, přičemž čekala na souhlas akcionářů. Původním cílem bylo dokončit převzetí 6. května 2009. Nabídku podpořil majoritní akcionář, společnost Warner Bros. Datum bylo posunuto a Square Enix převzal Eidos 22. dubna 2009. Square Enix původně uvedl, že po převzetí nebude měnit strukturu Eidosu. V červenci 2009 však oznámil, že Eidos bude sloučen do Square Enixu, čímž vznikne nový subjekt s názvem Square Enix Europe. Byl popsán jako obchodní segment představující prodejní a marketingové pobočky ve Spojeném království, Francii a Německu. Americké aktivity Eidosu byly převzaty společností Square Enix Incorporated, kterou vedl John Yamamoto. Fúze byla dokončena 10. listopadu 2009, přičemž identita Square Enix Europe zůstala zachována. Firma pod vedením Rogerse nadále řídila svá studia. Livingstone se stal doživotním prezidentem.

## Odkaz

### Divize Square Enix Limited
- Square Enix External Studios, založené Eidosem pod názvem Square Enix London Studios v roce 2008.[67][68] Zodpovídá za spolupráci s vývojáři třetích stran na hrách, jako jsou Batman: Arkham Asylum, Just Cause, Sleeping Dogs, Life Is Strange a Outriders.[49][67]
- Square Enix Collective, založené roku 2014. Spolupracuje s nezávislými vývojáři, původně nabízelo vývojářům značky Eidosu.[69]

### Studia a značky získané holdingem Embracer Group (2022)
V květnu 2022 Square Enix oznámil, že prodá několik aktiv dceřiné společnosti Square Enix Limited holdingu Embracer Group za 300 milionů dolarů. Patřila mezi ně vývojářská studia Crystal Dynamics, Eidos Montréal a Square Enix Montreal, značky (IP), jako jsou Tomb Raider, Deus Ex, Thief a Legacy of Kain, a dalších 50 her. Očekávalo se, že transakce bude dokončena ve druhém čtvrtletí finančního roku Embraceru. Embracer oznámil, že aktiva bude spravovat nově vzniklá 12. operativní skupina pod vedením Phila Rogerse s názvem CDE (Crystal Dynamics – Eidos) Entertainment. Square Enix pak bude nadále vydávat tituly od studií třetích stran, včetně her Outriders, Life Is Strange a Just Cause. Dne 20. května 2022 Embracer uvedl, že vidí potenciál v pokračováních, remacích a remasterech. Dohoda byla dokončena 26. srpna 2022. V listopadu téhož roku Embracer uzavřel studio Square Enix Montraal a převedl správu Eidos Shanghai pod společnost Gearbox Entertainment a přejmenoval jej na Gearbox Studio Shanghai.

### Studia
| Mateřská společnost    | Studio                    | Sídlo                       | Založeno | Převzato | Osud | Zdroje               |
| ---------------------- | ------------------------- | --------------------------- | -------- | -------- | --- | -------------------- |
| Domark                 | Domark                    | Londýn, Anglie              | 1984     | 1995     | V roce 1996 se přeměnilo na Eidos Interactive                                                                   | [ 2 ]                |
| Simis                  | Simis                     | Londýn, Anglie              | 1988     | 1995     | V roce 1996 se přeměnilo na Eidos Interactive                                                                   | [ 3 ]                |
| Big Red Software       | Big Red Software          | Leamington Spa, Anglie      | 1989     | 1995     | V roce 1996 se přeměnilo na Eidos Interactive                                                                   | [ 3 ]                |
| CentreGold             | U.S. Gold                 | Birmingham, Anglie          | 1984     | 1996     | V roce 1996 se přeměnilo na Eidos Interactive                                                                   | [ 7 ]                |
| CentreGold             | Core Design               | Derby, Anglie               | 1988     | 1996     | Společnost Rebellion Developments získala aktiva studia roku 2006                                               | [ 8 ] [ 31 ]         |
| CentreGold             | Silicon Dreams Studio     | Adderbury, Anglie           | 1994     | 1996     | Akvizice studia (management buyout) ze strany Kaboom Studios proběhla v roce 1996                               | [ 7 ] [ 10 ]         |
| Crystal Dynamics       |                           | Redwood City, Kalifornie    | 1992     | 1998     | Stalo se dceřinou společností Square Enixu a v roce 2022 bylo koupeno Embracerem                                | [ 12 ] [ 70 ]        |
| Ion Storm              | Ion Storm                 | Dallas, Texas Austin, Texas | 1996     | 1999     | Zavřeno v roce 2005                                                                                             | [ 23 ]               |
| Beautiful Game Studios | Beautiful Game Studios    | sídlo Eidosu                | 2003     | 2003     | Stalo se studiem Square Enixu                                                                                   | [ 20 ]               |
| IO Interactive         |                           | Kodaň, Dánsko               | 1998     | 2004     | Stalo se dceřinou společností Square Enixu a roku 2017 se osamostatnilo                                         | [ 22 ]               |
| IO Interactive         | Hapti.co                  | Kodaň, Dánsko               | 2012     | 2012     | Stalo se dceřinou společností Square Enixu a roku 2017 se osamostatnilo                                         | [ 74 ]               |
| Pivotal Games          |                           | Bath, Anglie                | 2000     |          | Jednalo se o studio společnosti SCi, které bylo zavřeno v roce 2008                                             | [ 45 ]               |
| Eidos Hungary          |                           | Budapešť, Maďarsko          | 2002     | 2006     | Zavřeno v roce 2009                                                                                             | [ 52 ]               |
| Eidos Studios Sweden   |                           | Helsingborg, Švédsko        | 1987     | 2006     | Zavřeno v roce 2008                                                                                             | [ 75 ]               |
| Eidos Montréal         |                           | Montréal, Quebec            | 2007     | 2007     | Stalo se dceřinou společností Square Enixu a v roce 2022 bylo koupeno Embracerem                                | [ 36 ]               |
| Eidos Montréal         | Eidos Shanghai            | Šanghaj, Čína               | 2008     | 2008     | Roku 2019 se stalo součástí studia Eidos Montréal, v roce 2022 pak bylo přejmenováno na Gearbox Studio Shanghai | [ 48 ] [ 76 ] [ 73 ] |
| Morpheme Wireless      |                           | Londýn, Anglie              | 1999     | 2007     | Zavřeno roku 2009                                                                                               | [ 77 ]               |
| Morpheme Wireless      | Gimme5Games               | Londýn, Anglie              | 2007     | 2009     | Prodáno roku 2009                                                                                               | [ 78 ]               |
| Rockpool Games         |                           | Manchester, Anglie          | 2002     | 2007     | Zavřeno v roce 2009                                                                                             | [ 53 ]               |
| Square Enix Montreal   |                           | Montréal, Quebec            | 2011     | 2011     | Koupeno a uzavřeno Embracerem v roce 2022                                                                       | [ 68 ] [ 79 ]        |
| Square Enix Montreal   | Square Enix London Mobile | Londýn, Anglie              | 2021     | 2021     | Koupeno a uzavřeno Embracerem v roce 2022                                                                       | [ 80 ]               |